# Heinrich von Treitschke
Heinrich Gotthardt von Treitschke  (n. 15 septembrie 1834, Dresda, Regatul Saxoniei – d. 28 aprilie 1896, Berlin, Imperiul German) a fost un istoric, publicist politic și deputat german.

## Biografie
Provenind dintr-o familie de funcționari publici și ofițeri de carieră din regatul Saxonia, Heinrich von Treitschke a studiat la Bonn, Leipzig, Tübingen și Heidelberg.
A avut o carieră universitară, predând succesiv la universitățile din Freiburg (1863), Kiel  (1866), Heideberg (1867) și Berlin (1874). A fost un susținător înfocat al expansiunii coloniale germane și cu convingeri antibritanice. Era de asemenea un admirator al lui Otto von Bismarck.
Heinrich von Treitschke era un naționalist convins. Principala sa lucrare Deutsche Geschichte im 19. Jahrhundert (Istoria Germaniei în secolul al XIX-lea), publicată în 1879, susținea necesitatea ca Germania să-și dezvolte un imperiu puternic și arăta că acest obiectiv va putea fi realizat numai prin război. Susținător al teoriei evoluționismului istoric, el considera că o asemenea cale era necesară pentru ca Germania să-și poată împlini „destinul evoluționist”. În același timp, von Treitschke a fost un antisemit fervent, de la care a rămas sloganul „die Juden sind unser Unglück” („Evreii sunt nenorocirea noastră”), preluat de gazeta extremistă național-socialistă de instigații antisemite „Der Stürmer”, publicată (în sec. al XX-lea) de Julius Streicher. Propoziția a apărut în eseul Unsere Aussichten (Perspectivele noastre) din 1879,  care a stârnit o polemică de proporții („Berliner Antisemitismusstreit” sau „Treitschkes Streit” - „Disputa berlineză despre antisemitism” sau „Cearta lui Treitschke”), cu privire la influența evreilor în stat. Eseul și disputa au contribuit la sporirea antisemitismului în anii următori. (Termenul german „Antisemitismus” a fost pus în circulație tot în 1879 de jurnalistul polemist antisemit Wilhelm Marr.) În 1880, o petiție solicita înlăturarea evreilor din funcții ale instituțiilor de stat.
Alte lucrări ale lui von Treitschke: Historische und politische Aussätze (Eseuri istorice și politice), 1871 și Das Deutsche Ordensland Preußen  (Prusia, țara Ordinului Teutonic), 1893.
În 1886 a fost numit istoriograf oficial al Prusiei.